# Wien-Süd eGenmbH
Die Gemeinnützige Bau- u. Wohnungsgenossenschaft „Wien-Süd“ eGenmbH, kurz „Wien-Süd“, ist ein Unternehmen, das für das Konzept des Sozialen Wohnbaus steht. Seit ihrer Gründung hat es sich die „Wien-Süd“ nicht nur zur Aufgabe gemacht, für einkommensschwächere Schichten leistbaren Wohnraum zu schaffen, der angemessene Standards erfüllt, sondern auch darüber hinausgehende Bedürfnisse der Bewohner in die Planungskonzepte der Wohnhausanlagen zu integrieren.

## Geschichte
Die „Wien-Süd“ ist entstanden aus dem Zusammenschluss der 1910 gegründeten „Gemeinnützigen Bau- und Wohnungsgenossenschaft für Liesing und Umgebung, registrierte Genossenschaft mit beschränkter Haftung“ und der 1911 gegründeten „Gemeinnützigen Bau- und Wohnungsgenossenschaft der Bediensteten der k.k. Hof- und Staatsdruckerei, registrierte Genossenschaft mit beschränkter Haftung in Wien“.
Der Firmensitz befindet sich im 23. Wiener Gemeindebezirk, Vorstandsvorsitzender (Obmann) ist Andreas Weikhart.

## Konzern
Im Jahr 2004 wurde die „Wien-Süd“ als Konzern organisiert, zu dem neben der Muttergesellschaft auch die Gemeinnützige Wohnungsgesellschaft „Arthur Krupp“ Ges.m.b.H mit Sitz im niederösterreichischen Berndorf, die Gemeinnützige Bau- und Wohnungsgenossenschaft „Merkur“ registrierte Genossenschaft mit beschränkter Haftung mit Sitz in Wien-Liesing, die B-SÜD Gemeinnützige Wohnungsgesellschaft m.b.H. in Eisenstadt sowie die WSO Gemeinnützige Bau- u. Wohnungsgesellschaft mbH in Altmünster und die Wien-Süd Projektmanagement GmbH mit Sitz in Wien-Liesing gehören.
Der Konzern „Wien-Süd“ verwaltet rund 25.100 Wohneinheiten (Stand Ende 2024), 500 Geschäftslokale sowie rund 24.000 Kfz-Stellplätze, die sich sowohl im Miet- als auch im Eigentumsbereich befinden. Alle Bauten und Verwaltungseinheiten der Genossenschaft befinden sich in Österreich. Von diesen rund 49.600 Einheiten, die der Konzern „Wien-Süd“ insgesamt betreut, sind rund 10.000 Einheiten in Verwaltungsbetreuung.
Die „Wien-Süd“ zählt gemäß ihrer Bilanzsumme und ihrem Bauvolumen zu den größten Bauträgern im Bereich des gemeinnützigen sozialen Bau- und Wohnsektors.
Der Konzern ist Mitglied des „Österreichischen Verbandes gemeinnütziger Bauvereinigungen“.